# Delusions
Desilusões  (em hebraico: דמיונות) é um filme israelense de 2005, do gênero comédia dramática,  de estilo nouvelle vague, que trata se com as convenções e a estrutura da linguagem cinematográfica, escrito e dirigido por Nimrod Etsion Koren e Saar Lachmi.
Exibido na mostra Expectativa, no Festival do Rio 2006.